# Caprinae
Phân họ Dê cừu là những loài phần lớn có kích thước trung bình tạo thành phân Họ Caprinae thuộc Họ Họ Trâu bò. Cừu và dê nuôi nhà theo cách định nghĩa rộng rãi nhất hoặc đề cập các thành viên của Caprinae không thuộc tông Caprini.

## Phân loại

### Các loài còn sinh tồn
Họ BOVIDAE
- Phân họ Caprinae
  - Tông OviboviniTakin (Budorcas taxicolor)Dê núi Iberia (Capra pyrenaica)
    - Chi Budorcas
      - Takin, Budorcas taxicolor

    - Chi Ovibos
      - Bò xạ hương, Ovibos moschatus

  - Tông Caprini
    - Chi Ammotragus
      - Cừu Barbary, Ammotragus lervia

    - Chi Arabitragus
      - Arabitragus jayakari

    - Chi Capra
      - Dê hoang dã, Capra aegagrus
        - Dê nhà, Capra aegagrus hircus

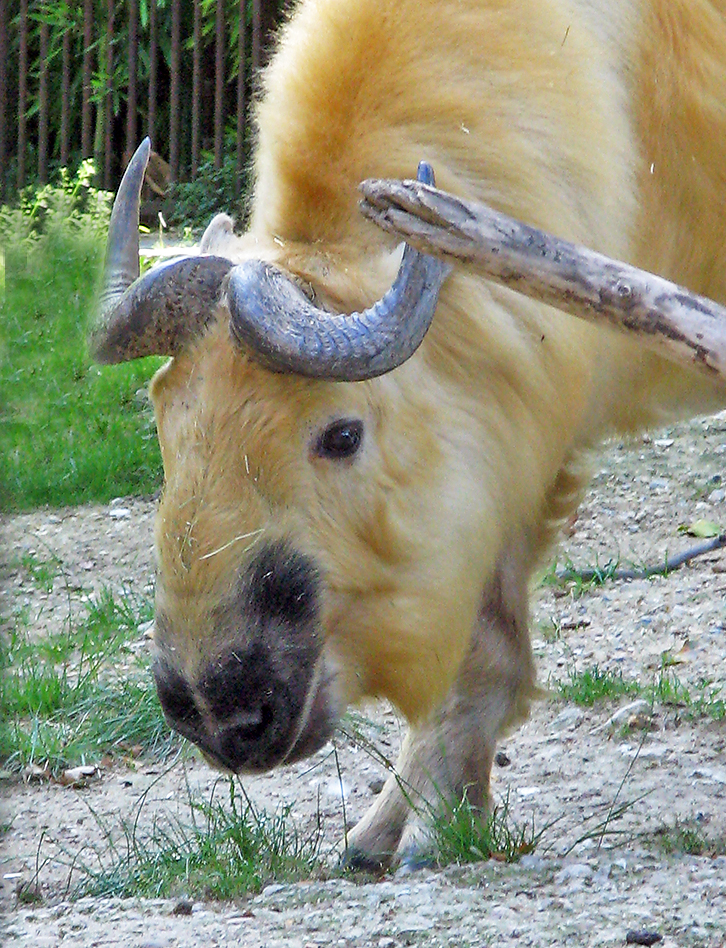
Takin (Budorcas taxicolor)

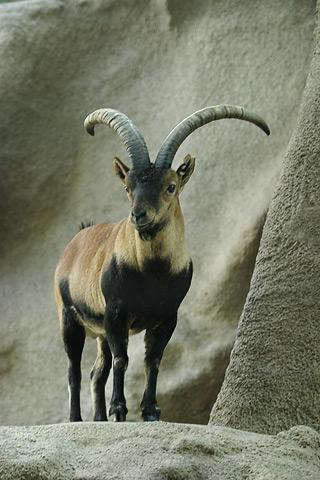
Dê núi Iberia (Capra pyrenaica)

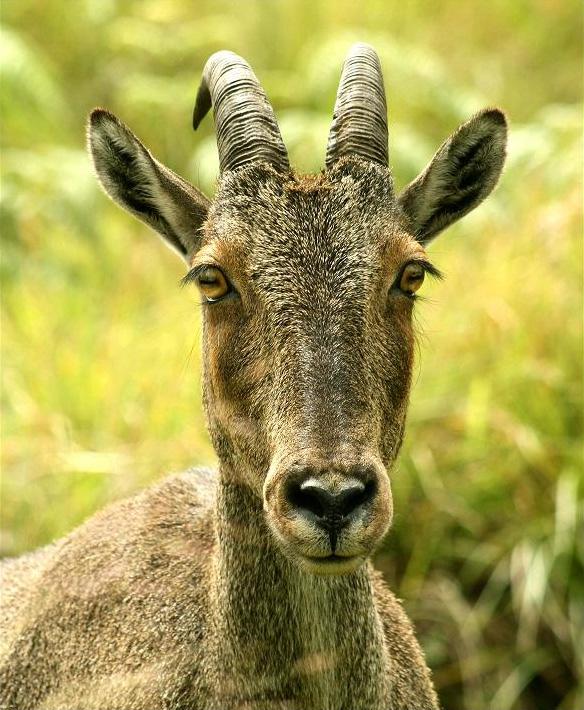

      - Sơn dương Tây Kavkaz, Capra caucasia
      - Sơn dương Đông Kavkaz, Capra cylindricornis
      - Sơn dương Markhor, Capra falconeri
      - Dê núi Alps, Capra ibex
      - Dê núi Nubia, Capra nubiana
      - Dê núi Iberia, Capra pyrenaica
      - Dê núi Siberia, Capra sibirica
      - Dê núi Walia, Capra walie

    - Chi Hemitragus
      - Hemitragus jemlahicus

    - Chi Ovis
      - Ovis ammon
      - Ovis aries
      - Ovis canadensis
      - Ovis dalli
      - Ovis musimon
      - Ovis nivicola
      - Cừu núi Trung Á, Ovis orientalis

    - Chi Nilgiritragus
      - Nilgiritragus hylocrius

    - Chi Pseudois
      - Pseudois nayaur
      - Pseudois schaeferi

  - Tông NaemorhediniNemorhaedus goral
    - Chi Capricornis

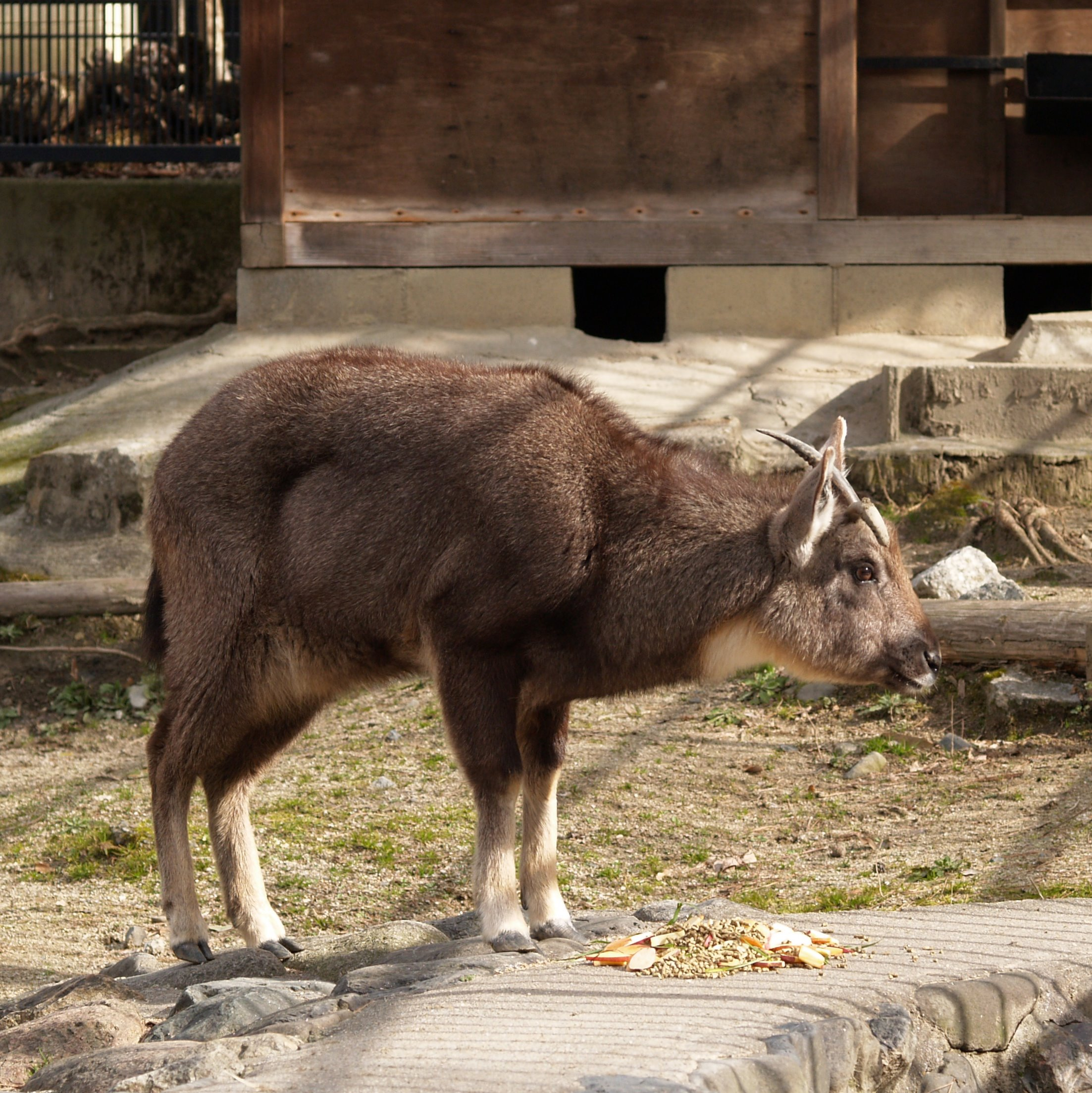
Nemorhaedus goral

      - Tỳ linh Nhật Bản, Capricornis crispus
      - Sơn dương Sumatra, Capricornis sumatraensis
      - Sơn dương Đài Loan, Capricornis swinhoei
      - Sơn dương Trung Quốc, Capricornis milneedwardsii
      - Sơn dương đỏ, Capricornis rubidus
      - Sơn dương Himalaya Capricornis thar

    - Chi Nemorhaedus

- -     -       - Nemorhaedus baileyi
      - Nemorhaedus griseus
      - Nemorhaedus goral
      - Naemorhedus caudatus

    - Chi Oreamnos
      - Oreamnos americanus

    - Chi Rupicapra
      - Rupicapra pyrenaica
      - Rupicapra rupicapra

### Các chi hóa thạch
Các chi tuyệt chủng trong phân họ Caprinae đã được xác định gồm:
- †Benicerus
- †Boopsis
- †Bootherium
- †Capraoryx
- †Caprotragoides
- †Criotherium
- †Damalavus
- †Euceratherium
- †Gallogoral
- †Myotragus
- †Oioceros
- †Lyrocerus
- †Makapania
- †Megalovis
- †Mesembriacerus
- †Neotragocerus
- †Nesogoral
- †Norbertia
- †Numidocapra
- †Olonbulukia
- †Pachygazella
- †Pachytragus
- †Palaeoreas
- †Palaeoryx
- †Paraprotoryx
- †Parapseudotragus
- †Parurmiatherium
- †Praeovibos
- †Procamptoceras
- †Prosinotragus
- †Protoryx
- †Pseudotragus
- †Samotragus
- †Sinocapra
- †Sinomegoceros
- †Sinopalaeoceros
- †Sinotragus
- †Sivacapra
- †Soergelia
- †Sporadotragus
- †Symbos
- †Tethytragus
- †Tossunnoria
- †Tsaidamotherium
- †Turcocerus
- †Urmiatherium